# Manhagen
Manhagen är en kommun och ort i Kreis Ostholstein i förbundslandet Schleswig-Holstein i Tyskland.
Kommunen ingår i kommunalförbundet Amt Lensahn tillsammans med ytterligare sex kommuner.